# Liste der Monuments historiques in Aibre
Die Liste der Monuments historiques in Aibre führt die Monuments historiques in der französischen Gemeinde Aibre auf.

## Liste der Objekte
| Bezeichnung | Beschreibung                                                                              | Standort                              | Kennzeichnung | Schutzstatus | Datum | Bild |
| ----------- | ----------------------------------------------------------------------------------------- | ------------------------------------- | ------------- | ------------ | ----- | ---- |
| Kelch       | Silber, ehemals vergoldet, zwischen 1614 und 1637, Goldschmied Jean-Jacques Berdot        | in der protestantischen Kirche (Lage) | PM25000002    | Classé       | 1961  |      |
| Kanne       | Zinn, bezeichnet 1737, Zinngießer Jean-Georges Morel                                      | in der protestantischen Kirche (Lage) | PM25000003    | Classé       | 1961  |      |
| Oblatendose | Zinn, 18. Jahrhundert                                                                     | in der protestantischen Kirche (Lage) | PM25000004    | Classé       | 1961  |      |
| Patene      | ovaler Teller; Zinn, zweite Hälfte des 18. Jahrhunderts, Zinngießer Georges-Samuel Ferand | in der protestantischen Kirche (Lage) | PM25000005    | Classé       | 1961  |      |